# Mansión Iturbe
La Mansión Iturbe está ubicada en el lado norte de la Plaza Vasco de Quiroga de la ciudad Pátzcuaro, Michoacán, México, en la esquina del Portal Morelos y la calle de Iturbe. Es un edificio histórico, considerado joya de la arquitectura novohispana. Corresponde al tipo de arquitectura vernácula, proyectada por los habitantes de una región o periodo histórico mediante el conocimiento empírico, la experiencia de generaciones anteriores y la experimentación.
Actualmente es uno de los hoteles más tradicionales de Michoacán. 

## Orígenes: las casas del Empedradillo
En el siglo XVII, el solar en donde hoy se ubica el Hotel Mansión Iturbe era conocido como El Empedradillo y estaba ocupado por siete casas de un solo nivel; la de mayores dimensiones se ubicaba en la esquina y las seis restantes eran casas angostas y largas, con una tienda al frente, un dormitorio, un patio pequeño, cocina, horno y caballerizas; sus muros eran de adobe y sus techos de tejamanil, con viga y tablas.

El primer propietario de quien se tiene noticia es Lorenzo Pérez de Mendoza, quien las remató el 8 de febrero de 1622. Dichas casas fueron heredadas y habitadas más tarde por su hijo el licenciado Diego Pérez de Mendoza, clérigo presbítero. 

En 1700, Don Francisco García de Valdés, regidor y alcalde ordinario de Pátzcuaro, compró las casas del Empedradillo a la heredera del clérigo Pérez de Mendoza. Las casas eran pequeñas pero se rentaban a buen precio por su ubicación en la parte más comercial de la plaza. 

A la muerte del regidor García de Valdés en 1711, las casas pasaron a poder de los patronos de la capellanía, quienes anularon cualquier contrato de compraventa. A partir de 1737, cobraba las rentas de las casas el canónigo Francisco Xavier de Ugarte, quien las recibió muy maltratadas, pero que con el importe de las rentas se comprometió a repararlas. Hacia 1763, vivía en la casa de la esquina el teniente Juan Tomás de Urrutia y su familia, quien pagaba 160 pesos anuales al presbítero Ugarte, cantidad que Urrutia obtenía de los ultramarinos y productos del país que vendía en la tienda.

## La casa de don Manuel Abarca y León
En 1776, fue nombrado capellán el muy joven Miguel Abarca y Ugarte, dependiente aún de su padre don Manuel Abarca y León quien fungía como regidor y alcalde provincial de Pátzcuaro. Al año siguiente, 1777, don Manuel recibió las deterioradas casas del Empedradillo como administrador de la capellanía de su hijo. Al encontrarse las casas en muy mal estado, don Manuel procedió a demoler parte de ellas y en la esquina levantó la mansión tal y como se encuentra actualmente, convirtiéndose en su residencia familiar. El resto de las casas aún se conservan con su aspecto modesto a un costado de la mansión, frente a la Plaza Vasco de Quiroga.

Manuel Abarca y León era oriundo de Pátzcuaro. En 1763 se había casado con María Ana Eduarda de Monasterio, hija del castellano Millán de Monasterio. Los recién casados se instalaron a vivir en la casa de Millán, en donde pocos años después murió Eduarda. En 1768, Manuel se volvió a casar con María Rosa Izquierdo y Ugarte, con quien, hacia 1780, pasaría a ocupar la mansión que construyó en la Plaza Mayor, en donde había derribado las casas del Empedradillo.  La casa tenía un portal fabricado de cantería, con cinco arcos de frente y dos de costado, piso enlosado, zaguán, dos tiendas,  patio con pilares de madera en bases de cantería, caballeriza con pajar y pesebre, escalera de piedra con pasamano de calicanto. En los altos tenía una amplia sala con seis balcones, recámara, seis cuartos, comedor, cocina con alacenas y chimenea. Don Manuel murió en esta casa el 15 de julio de 1784, viudo por segunda ocasión y rodeado de los hijos de ambos matrimonios.

## Un participante en la Conjura de Valladolid
La casa pasa a ser habitada por uno de los hijos de don Manuel, don José María Abarca de León y Monasterio, quien en 1798, logra la adjudicación convirtiéndose en el único propietario. Don José María Abarca había contraído matrimonio el 20 de octubre de 1791 con María Antonia Salceda, hija del prestigioso teniente coronel del Regimiento de Dragones de Pátzcuaro, don José Antonio Salceda. 

En el año de 1806 José María Abarca, que además era regidor, solicitó la Subdelegación de Pátzcuaro que incluía los pueblos de Erongarícuaro y Cocupao, solicitud que le fue concedida con el apoyo del intendente Felipe Díaz de Ortega. 

A mediados de 1808, Abarca comenzó a frecuentar al grupo de conspiradores de Valladolid, encabezados por los hermanos Nicolás y José Mariano Michelena, y  José María García Obeso. Mariano escribió una relación al finalizar la Guerra de Independencia, sobre lo ocurrido en diciembre de 1809, en donde señala que Abarca asistió a las reuniones en su calidad de comisionado por la ciudad de Pátzcuaro, lo que despertó sospechas entre los españoles. José María Abarca fue el contacto entre la Conjura de Valladolid y los patriotas patzcuarenses quienes querían obtener la Independencia. Descubiertos sus planes, fue hecho prisionero y dejado en libertad al poco tiempo.

En el año de 1810, don José María Abarca decide vender sus propiedades en Pátzcuaro, incluyendo la Mansión Iturbe y se traslada a vivir a la ciudad de México. Falleció en 1831 y fue de los pocos conspiradores que logró ver el triunfo de la Independencia de México.

## La Mansión Iturbe
Posterior a 1810, la Mansión es adquirida por Francisco de Iturbe y Heriz, natural de Guipuzcoa y representante en Pátzcuaro de la Casa de Arriería del Coronel Gabriel Emeterio de Iturbe e Iraeta, tío suyo establecido en la Ciudad de México y caballero de la Orden de Carlos III, por lo que la transforma en casa de comercio y arriería. Yturbe y Hériz se destacó en el comercio que se realizaba en aquella época, por la ruta comercial que conectaban Pátzcuaro con Acapulco, que utilizando recuas de mulas transportaban las mercancías del Galeón de Manila (hasta 1815).

Francisco de Iturbe y Heriz nació en Vergara provincia Vascongada el 20 de septiembre de 1768. Se traslada al Nueva España en 1784 estableciéndose en la ciudad de Pátzcuaro. De su matrimonio con Josefa Anciola del Solar y Pérez Santoyo nacieron cinco hijos: 1) Francisco María de Iturbe y Anciola, que fuera destacado constituyente en 1856 en la Ciudad de México, alcalde de Tacubaya, gobernador del Estado de México, secretario de Hacienda en tres ocasiones, caballero de la Orden de Guadalupe; la calle adyacente al hotel lleva su nombre; 2) María Ignacia de Iturbe y Anciola, que se casó con el brigadier de los reales ejércitos Fernando de Miranda y Septién; 3) Jesusa de Iturbe y Anciola que fue monja capuchina, superiora del Convento de las Bernardas en la Ciudad de México; 4) Victoriano de Iturbe y Anciola quien fue capitán de la Guardia de Lanceros, muerto en la batalla de Churubusco en 1847; 5) Francisca de Iturbe y Anciola contrajo matrimonio en 1830 con Francisco de Arriaga y Peralta, descendiente del conquistador Antón de Arriaga, quien pisara tierras michoacanas en julio de 1524 y tuvo la encomienda de Tlazazalca otorgada por Hernán Cortes.
Al casarse con don Francisco de Arriaga, doña Francisca de Iturbe recibe la Mansión Iturbe como dote, convirtiéndose en la residencia familiar de la familia Arriaga Iturbe.

## Arquitectura del edificio
La fachada principal de la Mansión Iturbe presenta cinco arcos trilobulados que se apoyan en pilares adosados a los contrafuertes que ciñen el paremento. En el segundo nivel se hallan tres balcones dispuestos simétricamente. Los marcos son moldurados y cierran en arco escarzano con la clave resaltada y una cornisa. La repisa es sencilla, de escasa proyección, sobre la que se desplanta el barandal de hierro forjado, de rectos barrotes y perillas de bronce en los ángulos. Al interior del portal aparece la portada con marco de cantera decorado con tableros y cierra en arco escarzano resaltando su clave con el monograma de María. En ambos lados de la portada se abren dos pares de puertas que dan paso a locales comerciales. Las curvas de los arcos del portal y de los balcones, así como el moldurado vibratorio de los marcos, exponen el barroco sobrio y mesurado, pero dinámico, de esta fachada. 
La fachada lateral no presenta simetría absoluta ni correspondencia entre los vanos de ambos niveles, aunque sí tiene una ventana redonda de cantera en el segundo nivel única en toda la ciudad. Las puertas y balcones presentan marcos sencillos de cantera.

## Hotel Mansión Iturbe
En 1970 comenzó la exhaustiva restauración de la Mansión Iturbe por parte de sus propietarios, descendientes de doña Francisca de Iturbe y Anciola, siendo inaugurado el Hotel Mansión Iturbe, ese mismo año. Hoy en día en uno de los hoteles más tradicionales de Michoacán.
El Hotel Mansión Iturbe se localiza en el centro de Pátzcuaro, en la Plaza Vasco de Quiroga, una de las más bellas de América y muy cerca de los principales atractivos turísticos de Pátzcuaro. Sus catorce habitaciones, de altos techos, están individualmente decoradas con pisos de madera original y pinturas de reconocidos artistas michoacanos y obras del arte popular michoacano. Cada habitación tiene un nombre diferente, inspirado en diferentes pueblos típicos de Michoacán o sus bellezas naturales.
Su restaurante “Doña Paca” es reconocido en Pátzcuaro por su amplia variedad de platillos de la tradicional gastronomía michoacana.